# Dianella carolinensis
Dianella carolinensis är en grästrädsväxtart som beskrevs av Carl Karl Adolf Georg Lauterbach. Dianella carolinensis ingår i släktet Dianella och familjen grästrädsväxter. Inga underarter finns listade i Catalogue of Life.